# Alfons Sampsted
Alfons Sampsted (* 6. April 1998 in Kópavogur) ist ein isländischer Fußballspieler.
Er steht seit Anfang 2023 in den Niederlanden beim FC Twente unter Vertrag und ist für die Saison 2024/25 an den englischen Drittligisten Birmingham City ausgeliehen. Zudem ist Sampsted auch A-Nationalspieler Islands.

## Karriere im Fußball

### Verein
Alfons Sampsted wurde in Kópavogur in der Nähe der Hauptstadt Reykjavík geboren und spielte bis 2017 beim ortsansässigen Breiðablik UBK sowie auf Leihbasis bei Þór Akureyri, bevor er den Sprung ins Ausland wagte und nach Schweden zu IFK Norrköping wechselte. Sein Pflichtspieldebüt für die erste Mannschaft dieses Vereins war am 19. März 2017 beim 4:0-Sieg im schwedischen Pokal gegen IF Brommapojkarna. Da Sampsted häufiger in der U21-Mannschaft von Norrköping spielte, folgte im Sommer 2019 eine Leihe zum Zweitligisten Landskrona BoIS. Beim Verein aus Landskrona in Skåne län im Süden Schwedens war er Stammspieler – er wurde als rechter Mittelfeldspieler oder in der Abwehr eingesetzt – und bei der 3:4-Niederlage am 30. September 2018 schoss er mit dem Treffer zum zwischenzeitlichen 1:0 in der 17. Minute auch sein einziges Tor für Landskrona. Der Verein belegte am 21. Spieltag zum ersten Mal in der Saison einen direkten Abstiegsplatz und musste zum Saisonende schließlich als Letzter den Gang in die Drittklassigkeit antreten. Alfons Sampsted spielte in der Saison 2019 auch in der dritten Liga, allerdings nicht bei Landskrona BoIS, sondern IFK Norrköping verlieh ihn mit einem Zweitspielrecht an IF Sylvia. Auch hier war er Stammspieler, doch Mitte 2019 verlieh IFK Norrköping ihn wieder nach Island an seinen ehemaligen Verein Breiðablik UBK.
Im Februar 2020 war das Kapitel Norrköping endgültig beendet, denn Sampsted wechselte nach Norwegen zu FK Bodø/Glimt und unterschrieb einen Vertrag bis 2022. Hier war er als rechter Außenverteidiger in der Stammelf gesetzt und trug mit drei Vorlagen zum Gewinn des norwegischen Meistertitels bei. Die Meisterschaft konnten Alfons Sampsted und sein Verein in der Saison 2021 verteidigen, doch der Gewinn des Doubles wurde verfehlt. Zwar hatten sie das Finale im norwegischen Pokal erreicht, doch man verlor dort mit 0:1 gegen Molde FK. Durch den Gewinn der norwegischen Meisterschaft im Jahr 2020 nahm Bodø/Glimt in der Saison 2021/22 – in Norwegen wird die Meisterschaft im Kalenderjahr-Modus ausgespielt – an der ersten Qualifikationsrunde zur UEFA Champions League teil, schied dort allerdings gegen Legia Warschau aus. Dadurch nahmen Sampsted und sein Verein an der Qualifikation zur neugegründeten UEFA Europa Conference League teil und warfen dort sowohl seine Landsleute von Valur Reykjavík, den FC Prishtina aus Kosovo sowie den litauischen Vertreter FK Žalgiris Vilnius raus, womit sie für die Gruppenphase qualifiziert waren. In der Folge erreichten sie – nachdem sie in der Zwischenrunde Celtic Glasgow sowie im Achtelfinale AZ Alkmaar rauswarfen – das Viertelfinale und schieden dort gegen die AS Rom aus. Diesen Verein hatten die Norweger in der Gruppenphase noch mit 6:1 schlagen können, wobei Alfons Sampsted in dieser Partie das Tor zum 3:1 vorbereitete. Die Liga beendeten sie als Vizemeister. Das Saisonende war auch gleichbedeutend mit Sampsted's Abschied, denn er verließ den Verein zum Jahreswechsel.
Er wechselte in der Winterpause 2022/2023 in die Niederlande zum FC Twente und bekam einen Vertrag mit einer Laufzeit von dreieinhalb Jahren. In seinem ersten halben Jahr in Enschede, einer Stadt an der deutschen Grenze, war Alfons Sampsted nicht selten auf der Ersatzbank vorzufinden und so kam er auf lediglich 12 Einsätze. In der darauffolgenden Saison war er regelmäßiger zum Einsatz gekommen und gehörte bis einschließlich dem 16. Spieltag zu den Stammspielern, hatte aber nach dem Jahreswechsel nicht oft gespielt. In dieser Spielzeit hatte der FC Twente in der Qualifikation zur UEFA Europa Conference League gestartet und warf dort sowohl die Schweden von Hammarby IF als auch den lettischen Vertreter Riga FC raus, schied allerdings in den Play-offs gegen Fenerbahçe Istanbul aus. Die Liga beendete der Verein als Dritter und qualifizierte sich somit für die dritte Qualifikationsrunde zur UEFA Champions League.
Für die Saison 2024/25 wurde Sampsted an Birmingham City ausgeliehen.

### Nationalmannschaft
Alfons Sampsted war Nachwuchsnationalspieler in den Altersklassen U17, U19 und U21. Mit letzterer qualifizierte er sich für die U21-Europameisterschaft 2021 in Slowenien und Ungarn, jedoch stand er dort nicht im Kader.
Bereits am 16. Januar 2020 schnupperte Sampsted unter dem schwedischen Trainer Erik Hamrén Luft in Islands A-Nationalmannschaft, als er bei einem 1:0-Sieg in einem Testspiel in Irvine (USA) gegen Kanada eingesetzt wurde. Sein erstes Pflichtspiel war am 25. März 2021 bei einer 0:3-Niederlage im WM-Qualifikationsspiel an der Wedau in Duisburg gegen Deutschland. Der Cheftrainer der isländischen Nationalmannschaft war nun Arnar Viðarsson, unter dem Sampsted zuvor in der isländischen U21 spielte und Arnar übernahm vor der WM-Qualifikation als Nachfolger von Hamrén den Trainerposten der A-Nationalmannschaft. In der Qualifikation kam Alfons Sampsted zu lediglich drei Einsätzen und Island, die sowohl bei der Europameisterschaft 2016 als auch bei der Weltmeisterschaft 2018 dabei waren, verpassten die WM-Endrunde 2022 in Katar. In der Qualifikation zur Europameisterschaft 2024 spielte er in sieben Partien. Während der Vorausscheidung wurde Arnar Viðarsson entlassen und durch den Norweger Åge Hareide ersetzt. Über die reguläre Qualifikation hatten Sampsted und seine Farben die Teilnahme an der EM-Endrunde in Deutschland verpasst, doch sie hatten noch die „Hintertür“ über die Nations-League-Play-offs auf Lager. Dort gewannen sie im Halbfinale gegen Israel, allerdings verloren sie im Endspiel gegen die Ukraine nach einer 1:0-Führung mit 1:2 und verpassten somit die Europameisterschaft in der Bundesrepublik. Alfons Sampsted war in beiden Partien nicht zum Einsatz gekommen.